# Ingo Meller
Ingo Meller (* 11. Oktober 1955 in Köln) ist ein deutscher Maler und Kunstprofessor.

## Werdegang
Er studierte an der Fachhochschule Köln bei Stefan Wewerka, Daniel Spoerri und Eduardo Paolozzi, arbeitete als freischaffender Künstler in Berlin, New York und Köln und ist seit 2004 Professor für Malerei an der Hochschule für Graphik und Buchkunst in Leipzig, wo er auch lebt und arbeitet.
Ingo Meller malt Ölfarbe auf Leinwand, die direkt an der Wand befestigt wird. Die Dialektik zwischen bildnerischem Inhalt und Wert einerseits und Banalität von Leinwand, Farbe und Pinselstrich andererseits wird in seiner Malerei sichtbar gemacht.